# Миргородский район
Миргородский район (укр. Миргородський район) — административная единица на севере центральной части Полтавской области Украины. Административный центр — город Миргород.

## География
Миргородский район занимает северную часть Полтавской области Украины.
С ним соседствуют Лубенский, Кременчугский, Полтавский районы Полтавской области, Роменский и Сумской районы Сумской области, Прилукский район Черниговской области .
Площадь района — 6295,5 км² (2-е место среди районов области) (в старых границах до 2020 года — 1600 км²).
Через район протекают реки Псёл, Хорол, Сула, Грунь-Ташань, Грунь, Лохвица, Сулица.
Район расположен в лесостепной физико-географической зоне.

## История
Район образован в 1923 году. С 8 декабря 1966 до 17 июля 2020 года не менял свои границы.
17 июля 2020 года в результате административно-территориальной реформы район был укрупнён, в его состав вошли территории:
- Миргородского района,
- Великобагачанского района,
- Гадячского района,
- Лохвицкого района,
- Шишацкого района,
- частично Лубенского района (бывший Новоореховский сельский совет),
- а также городов областного значения Миргород и Гадяч.

## Население
Численность населения района в укрупнённых границах — 206,2 тыс. человек.
Численность населения района в границах до 17 июля 2020 года по состоянию на 1 января 2020 года — 29 743 человека, из них городского населения — 4 754 человека, сельского — 2 047 человек.

## Административное устройство
Район в укрупнённых границах с 17 июля 2020 года делится на 17 территориальных общин (громад), в том числе 4 городские, 5 поселковых и 8 сельских общин (в скобках — их административные центры):
- Городские:
  - Миргородская городская община (город Миргород),
  - Гадячская городская община (город Гадяч),
  - Заводская городская община (город Заводское),
  - Лохвицкая городская община (город Лохвица);
- Поселковые:
  - Великобагачанская поселковая община (пгт Великая Багачка),
  - Гоголевская поселковая община (пгт Гоголево),
  - Камышнянская поселковая община (пгт Камышня),
  - Ромодановская поселковая община (пгт Ромодан),
  - Шишацкая поселковая община (пгт Шишаки);
- Сельские:
  - Белоцерковская сельская община (село Белоцерковка),
  - Великобудищанская сельская община (село Великие Будища),
  - Великосорочинская сельская община (село Великие Сорочинцы),
  - Краснолукская сельская община (село Красная Лука),
  - Лютенская сельская община (село Лютенька),
  - Петровско-Роменская сельская община (село Петровка-Роменская),
  - Сенчанская сельская община (село Сенча),
  - Сергеевская сельская община (село Сергеевка).

### История деления района
В старых границах до 17 июля 2020 года район делился на местные советы:
| - Поселковых советов: 2 - Сельских советов: 23 | - Посёлков городского типа: 2 - Посёлков: 2 - Сёл: 94 |

Местные советы (в старых границах до 17 июля 2020 года):
| - Камышнянский поселковый совет - Ромодановский поселковый совет - Беликовский сельский совет - Великобайракский сельский совет - Великообуховский сельский совет - Великосорочинский сельский совет - Вовнянский сельский совет - Гаркушинский сельский совет - Дибровский сельский совет - Зубовский сельский совет - Зуевецкий сельский совет - Кибинский сельский совет - Клюшниковский сельский совет | - Остаповский сельский совет - Петровцевский сельский совет - Полывянский сельский совет - Поповский сельский совет - Савинцевский сельский совет - Слободский сельский совет - Солонцовский сельский совет - Хомутецкий сельский совет - Черевковский сельский совет - Черкащанский сельский совет - Шахворостовский сельский совет - Ярмаковский сельский совет |

Населённые пункты (в старых границах до 17 июля 2020 года):
| с. Андреевка с. Бакумовка с. Беево с. Безводовка с. Белики с. Бессарабы с. Булуки с. Великая Гремячая с. Великая Обуховка с. Великие Сорочинцы с. Великий Байрак с. Верхняя Будаковка с. Верховина с. Весёлое с. Вовнянка с. Волки с. Гаркушинцы с. Гасенки с. Глубокое с. Григоровка пос. Декабристов с. Деркачи пос. Дибровка с. Дибровка с. Довгалевка | с. Довгалево с. Емцы с. Ерки с. Зализняки с. Запорожцы с. Зелёный Кут с. Зубовка с. Зуевцы с. Иващенки пгт Камышня с. Кибинцы с. Клюшниковка с. Конюшево с. Коптев с. Котляры с. Кузьменки с. Куповщина с. Лесовое с. Лещенки с. Любивщина с. Малая Гремячая с. Малиновка с. Малые Сорочинцы с. Мальцы с. Мареничи | с. Марченки с. Милашенково с. Мокриевка с. Новоселица с. Носенки с. Олефировка с. Онацкое с. Осово с. Остаповка с. Панасовка с. Панченки с. Петровка с. Петровцы с. Писаревка с. Показовое с. Полывяное с. Поповка с. Прокоповичи с. Радченки с. Радченково пгт Ромодан с. Руда с. Рыбальское с. Савинцы с. Сажка | с. Сакаловка с. Семеренки с. Синещеки с. Скиданки с. Слободка с. Солонцы с. Сотницкое с. Сохацкое с. Столбино с. Ступки с. Травневое с. Трудолюб с. Фугли с. Хомутец с. Цисево с. Черевки с. Черкащаны с. Шарковщина с. Шахворостовка с. Шпаково с. Штомпели с. Шульги с. Ярмаки |

Ликвидированные населённые пункты (в старых границах до 17 июля 2020 года):
| с. Вязовое с. Ежаки с. Заводище с. Зирка | с. Кирсовка с. Кошевое с. Круглик с. Малый Байрак | с. Марковское с. Новоселица (Клюшниковский сельсовет) с. Передериевка с. Прядки | с. Савицкое |

## Экономика
Сельскохозяйственные угодья занимают 124,5 тыс. га, причём на пашню приходится 97,7 тыс. га, на леса и лесопокрытые площади — 17,8 тыс. га, а площадь водного зеркала составляет 2,1 тыс. га.
Район богат полезными ископаемыми. В пределах района обнаружены нефть, газ, бурый уголь, торф, каменная соль. Одним из первых нефте-газоконденсатных месторождений было Великосорочинское. Строительные материалы представлены запасами гипса, песчаника, каолиновых и гончарными глинами, гравием, залегающие на первой надпойменний террасе реки Псел между Большими Сорочинцами и Матяшовкой.